# 拉斐尔·尼克尔
拉斐尔·尼克尔（德語：Rafael Nickel，1958年7月30日—），生于汉堡，德国男子击剑运动员。他曾获得1984年夏季奥运会击剑比赛男子重剑团体金牌。他也在1983年世界击剑锦标赛上获得男子重剑团体亚军。